# 権守操一
権守 操一（ごんもり そういち、1908年11月2日 - 1972年6月20日、正字では權守）は、日本のフランス文学者。

## 人物
山梨県生まれ。1934年東京帝国大学文学部仏文科卒。東北大学教養部助教授をへて、教授。72年定年退官、名誉教授となる。戦前の同人文芸誌「批評」にも参加している。

## 翻訳
- アナトオル・フランス『文学生活』朝倉季雄共訳 白水社 1937
- ジュウル・ルメエトル（ジュール・ルメートル）『作家論』朝倉季雄共訳 仏蘭西文芸思潮叢書 白水社 1939
- スタンダール『社会的地位』河出書房 1948
- サント・ブーヴ『覚書と随想』創元社 1948
- サント・ブーヴ『人間性の認識』アルス 1948
- サント・ブーヴ『婦人の肖像』思索社 1949
- ラブレー『ガルガンチュワ物語』ともだち文庫 中央公論社 1949
- アナトオル・フランス『白き石の上にて』長篇小説全集 第11巻 白水社 1950
- サント・ブーヴ『愛慾』創元社 1950
- バルザック『従兄ポンス』角川文庫 1953-54
- ジョルジュ・サンド『愛の妖精』ニューファミリー文庫 評論社 1973